# 33789 Sharmacam
33789 Sharmacam è un asteroide della fascia principale. Scoperto nel 1999, presenta un'orbita caratterizzata da un semiasse maggiore pari a 2,5452131 UA e da un'eccentricità di 0,1408489, inclinata di 6,88939° rispetto all'eclittica.